# Heinz-Ulrich Beuther
Heinz-Ulrich Beuther (* 4. März 1923 in Schroda bei Posen; † 14. Juli 1990 in Adendorf) war ein Generalmajor der Luftwaffe der Bundeswehr.

## Leben
Nach seinem Abitur im März 1941 trat Heinz-Ulrich Beuther im Dezember als Fahnenjunker in die Luftwaffe ein und wurde zum Flugzeugführer ausgebildet. Eingesetzt wurde er als Zielfinder und Beleuchter in der II. Gruppe des Kampfgeschwaders 4 (II./KG 4).
Nach dem Krieg studierte er Veterinärmedizin in Gießen und Hannover, absolvierte 1951 das Staatsexamen und wurde zum Dr. med. vet. promoviert. Ab 1952 war er frei praktizierender Tierarzt in Bremke bei Göttingen. 1957 übergab er die Praxis seinem aus der DDR geflohenen Vater.
Er trat in die neugegründete Luftwaffe ein und begann eine Ausbildung zum Transportflugzeugführer. In Memmingen absolvierte er nach 16 Übungsflügen am 6. August 1957 seinen ersten Soloflug, setzte sein Training in Landsberg auf Douglas DC-3/C-47 fort und wechselte zur Nord Noratlas. 1959 wurde er Staffelkapitän der 1. Staffel des Lufttransportgeschwaders 61. Beim ersten Auslandseinsatz der Bundeswehr, nach dem Erdbeben von Agadir 1960, kam Beuther mit seiner Nora zu früh an. Vom Fliegerhorst Neubiberg aus unternahm er Übersee-Flüge nach Frankreich und Spanien dann nach Nordafrika, Italien und England. Später flog er auch die Transall C-160. Sein Flug-Logbuch verzeichnet über 1900 Flüge.
Von Februar 1970 bis September 1971 war er Kommodore des Lufttransportgeschwaders 62 auf dem Flugplatz Ahlhorn und von März 1971 bis April 1979 Kommodore des Lufttransportgeschwaders 63. Für den Einsatz seiner Transportflieger im Kampf gegen die Hungersnot in Äthiopien wurde er am 10. Dezember 1973 von Kaiser Haile Selassie mit dem  Orden „The Order of Star of Honor of Ethiopia Commanderclass“ ausgezeichnet. Um 1979 war er Brigadegeneral und stellvertretender Amtschef des Luftwaffenamts. Von März 1979 bis September 1980 war er Kommandeur des Lufttransportkommandos. 1983 ging er in den Ruhestand.